# 포 전투
포강 전투(Battaglia di Fiume Po) 또는 파비아 전투(Battaglia di Pavia)는 롬바르디아 전쟁 중인 1431년 6월 크레모나 인근 포강에서 일어난 전투이다. 카르마뇰라 백작을 지원하러 크레모나에 보내진 베네치아 공화국의 갤리선 85척과 수적 우위를 점한 밀라노 공국의 갤리선 사이의 전투였다. 베네치아군은 니콜로 트레비사니 (Niccolò Trevisani)가 지휘하였다.
이 전투에서 진 베네치아군은 병력 2,500명과 갤리선 28척, 수송선 42척을 잃으며, 카르마뇰라의 야전군을 도울 수 없게 됐다.

## 같이 보기
- 손치노 전투